# (7812) Billward
(7812) Billward es un asteroide perteneciente al cinturón de asteroides descubierto el 26 de octubre de 1984 por Edward Bowell desde la Estación Anderson Mesa (condado de Coconino, cerca de Flagstaff, Arizona, Estados Unidos).

## Designación y nombre
Designado provisionalmente como 1984 UT. Fue nombrado en honor a William R. Ward (n. 1943), un teórico consumado que se especializa en dinámica y mecánica celeste. Ward ha realizado contribuciones fundamentales a una amplia variedad de temas en la ciencia planetaria moderna, incluida la nebulosa solar y la dinámica del disco circunplanetario, el origen de la luna, la formación planetesimal, la dinámica de los anillos planetarios y las variaciones de la oblicuidad marciana y su acoplamiento al cambio climatológico en todo el planeta. Ward ha pasado la mayor parte de su carrera en el Jet Propulsion Laboratory y el Southwest Research Institute, Boulder. Tanto su talento como su buen humor son disfrutados por colegas de todo el mundo.

## Características orbitales
Billward está situado a una distancia media del Sol de 2,787 ua, pudiendo alejarse hasta 3,417 ua y acercarse hasta 2,157 ua. Su excentricidad es 0,226 y la inclinación orbital 16,140 grados. Emplea 1699,36 días en completar una órbita alrededor del Sol.
Los próximos acercamientos a la órbita de Júpiter ocurrirán el 11 de abril de 2043, el 13 de abril de 2150 y el 9 de marzo de 2173.

## Características físicas
La magnitud absoluta de Billward es 12,91. Tiene 16,889 km de diámetro y su albedo se estima en 0,056.